# Miloud Ataouat
Pas d'image ? Cliquez ici
Miloud Ataouat, né le 1er janvier 1934 à Ouargla (Algérie) et mort le 25 février 2005 dans le 9e arrondissement de Marseille, est un pilote de rallye-raid algérien. Il est vainqueur du Paris-Dakar en 1980, catégorie camions.

## Biographie
Miloud Ataouat naît le 1er janvier 1934 à Ouargla, en Algérie, alors Départements français. Employé de la Sonacome, tout comme son copilote Boukrif et son mécanicien Kaoula, lors de leur victoire durant la deuxième édition du Rallye Dakar (alors appelé éphémèrement le Rallye Oasis) en 1980 (première année avec la participation d'équipages classés sur poids-lourds).
Faisant bonne figure, elle n'engagea pas moins de trois véhicules M210 6x6 en cette année 1980, ceux-ci terminant tous dans les quatre premiers chez les camions (seul un MAN d'assistance ILTIS arrivant à s'intercaler).
L'équipage Bernard Heu/Daniel Delobel/Gilbert Versino termina second dans la catégorie, pour cette première expérience du genre.

## Palmarès au Rallye-raidParis-Dakar
| Année | Catégorie | Véhicule      | Copilote         | Classement Camions | Classement général |
| ----- | --------- | ------------- | ---------------- | ------------------ | ------------------ |
| 1980  | Camions   | Sonacome M210 | Boukrif / Kaoula | 1º                 | -                  |